# Румыния на летних Олимпийских играх 2008
Румыния представлена на Олимпийских играх в Пекине 102 спортсменами. Первоначально планировалось отправить 104 спортсменов, но делегация была сокращена до 102 атлетов, потому что два румынских спортсмена были отстранены из-за положительных допинг-проб. С Олимпийских игр в Сеуле, Румыния в Пекине представлена наименьшим количеством спортсменов. Румыны будут участвовать в 16 видах спорта, включая легкую атлетику, стрельбу, гандбол, гимнастику, борьбу, прыжки в воду, плавание, тяжёлую атлетику, теннис, стрельбу из лука, теннис, дзюдо, бокс и греблю на байдарках и каноэ.

## Золото
| Золото |                                           |                                                     |
| №      | Спортсмен (-ы)                            | Вид спорта (дисциплина)                             |
| 1      | Алина Думитру                             | Дзюдо (женщины, до 48 кг)                           |
| 2      | Вьорика Сусану Джорджета Дамьян-Андрунаке | Академическая гребля (женщины, двойки распашные)    |
| 3      | Константина Дицэ-Томеску                  | Лёгкая атлетика (женщины, марафон)                  |
| 4      | Сандра Избаша                             | Спортивная гимнастика (женщины, вольные упражнения) |

## Серебро
| Серебро |                  |                             |
| №       | Спортсмен (-ы)   | Вид спорта (дисциплина)     |
| 1       | Ана Мария Брынзэ | Фехтование (женщины, шпага) |

## Бронза
| Бронза | |                                                       |
| №      | Спортсмен (-ы) | Вид спорта (дисциплина)                               |
| 1      | Стельяна Нистор Сандра Избаша Габриела Дрэгой Анамарья Тамаржан Андреа Акатриней Андреа Григоре                                               | Спортивная гимнастика (женщины, командное первенство) |
| 2      | Михай Ковалиу | Фехтование (мужчины, сабля)                           |
| 3      | Констанца Бурчикэ Вьорика Сусану Родика Шербан Эникё Барабаш Симона Мушат Йоана Папук Джорджета Дамьян-Андрунаке Дойна Игнат Елена Джорджеску | Академическая гребля (женщины, восьмёрки)             |